# 大田静間インターチェンジ
大田静間インターチェンジ（おおだしずまインターチェンジ）は、島根県大田市にある山陰自動車道（大田・静間道路 / 静間・仁摩道路）のインターチェンジである。

## 道路

### 本線
- E9 山陰自動車道（大田・静間道路 / 静間・仁摩道路）

### 接続する道路
- 国道9号

## 歴史
- 2023年（令和5年）12月21日 : IC名称が「静間IC（仮称）」から「大田静間IC」に正式決定[1]。
- 2024年（令和6年）3月9日 : 大田中央・三瓶山IC - 仁摩・石見銀山IC間開通に伴い供用開始[1]。

## 料金所
無料区間のため設置されていない。

## 隣
E9 山陰自動車道（大田・静間道路  / 静間・仁摩道路）
(35) 大田中央・三瓶山IC - (36) 大田静間IC - (37) 仁摩・石見銀山IC